# Neuseeländischer Taschenfarn
Der Neuseeländische Taschenfarn (botanischer Name: Dicksonia squarrosa, engl.: Rough tree fern oder Slender tree fern, Māori whekī) ist eine Pflanzenart aus der Familie der Dicksoniaceae. Er gehört damit zu der Ordnung der Baumfarne. Die Pflanze kommt als Endemit nur auf den beiden Hauptinseln Neuseelands, den Three Kings Islands und auf den östlich der Südinseln gelegenen Chathaminseln vor.

## Erstbeschreibung und Systematik
Die Erstbeschreibung und Benennung nach dem damals noch neuen Linné’schen System erfolgte durch den bekannten Naturforscher und Weltreisenden Georg Forster im Rahmen seiner Teilnahme an der zweiten Südseereise Captain Cooks 1772–1775. Forster publizierte 1786 in der Florulae Insularum Australium Prodromus (Fl.Ins. Austr.) und benannte den Neuseeländischen Taschenfarm zuerst Trichomanes squarrosum. Etwas später, 1800/1801, erfolgte durch den schwedischen Botaniker Olof Peter Swartz mit einer Publikation im Journal für die Botanik von Heinrich Adolf Schrader die Neubenennung in den heute noch gültigen botanischen Namen.

## Beschreibung
Der Neuseeländische Taschenfarn bildet einen schlanken, fast schwarzen Stamm (Sprossachse, eigentlich das Rhizom) aus, an dessen Spitze schopfartig die Farnwedel sitzen. Aufgrund der systematischen Zugehörigkeit zu der Gruppe der Farne weist die Pflanze kein sekundäres Dickenwachstum im Sinne der Zweikeimblättrigen Pflanzen auf. Die Sprossachse ist in der Form einer Diktyostele aufgebaut, deren Festigkeit durch massive Sklerenchymbänder unterstützt wird. Exemplare werden durchschnittlich um die 6 m hoch, können aber auch bis zu 10 m hoch werden. An der Basis weisen sie einen Durchmesser bis 50 cm auf. Die Verdickung der Sprossachsenbasis erfolgt durch hier vor allem durch die überdauernden stark ausgebildeten Stielbasen der Farnwedel. Diese sind am Ansatz bis zu 4 Zentimeter dick und bleiben auch nach dem Absterben der Farnwedel erhalten; diese haften ebenfalls weiter an dem Stamm. Junge Sprossabschnitte und die Blattbasen sind von langen, feinen gelb-braunen Haaren bedeckt, die bis zu 4 cm lang werden können. Rhizome können sich vom Hauptstamm bis zu 1 m ausbreiten und dort neue Pflanzen bilden. Dies führt häufig zu größeren, dicht beieinander stehenden Populationen des Neuseeländischen Taschenfarns.
Die Blätter, hier Farnwedel genannt, sitzen oft schopfartig am Ende der Sprossachse. Sie können 1 bis 3 m lang und 1 m breit werden. Die Wedel sind kurz bis mittellang gestielt, an der Stielbasis sind drei getrennte und gebogene Gefäßbündel vorhanden, die sich zur Spitze hin vereinen. Die Blattspindel ist an der Blattoberseite erhöht und bei noch jungen Farnwedel mit dunkelrotbraunen Haaren besetzt. Der gesamte Farnwedel ist keilförmig zugespitzt und von ledriger Ausbildung. Die Färbung der Farnwedel ändert sich mit dem Alter. Bei jüngeren Pflanzen sind sie vor allem auf der Unterseite hellgrün gefärbt, die Oberseite ist dunkelgrün. Mit zunehmendem Alter der Pflanzen bilden sich Farnwedel, die stellenweise weiß bis grau gefleckt sind. Ausgewachsene und ältere Exemplare bilden nur noch vollständig weiß oder grau ausgefärbte Farnwedel aus.
Junge Farnwedel sind, für Farne oft charakteristisch, schneckenförmig eingerollt und entrollen sich in der Stammmitte nach außen. Die Blattspreite der einzelnen Farnwedel ist dreifach gefiedert oder fiederlappig. Die primären Fiederblätter (Fiederblätter 1. Ordnung) des Farnwedels sind länglich und spitz zulaufend. Sie sind 30 bis 50 cm lang. Die Fiederblätter 2. Ordnung (Fiederchen) sind eher eng anliegend und können bis 5–8 cm lang werden. Sie sind annähernd sichelförmig und ebenfalls spitz zulaufend. An den Rändern der oberen Hälfte sind die Fiederblätter 2. Ordnung gezähnt und schwach einwärts gebogen. Fertile, also Sori tragende, Fiederblättchen unterscheiden sich im Feinbau von den sterilen Fiederblättchen. Fruchtbare Fiederblättchen liegen dicht aneinander, laufen am Grund zusammen und sind 10–15 mm lang. Ihre Lappen sind circa 5 mm lang und abgerundet. Jeder trägt einen Sorus. Die Lappen der sterilen Fiederblättchen sind flach konkav, spitz und unterseitig scharf gezähnt.
Die Sori sind rund und haben einen Durchmesser von circa 1 mm. Sie finden sich auf der Unterseite der Farnwedel und sind durch die zu ihnen zurückgebogenen Blattspreiten geschützt (falsches Indusium), besitzen aber auch ein sackförmiges echtes inneres Indusium. Die Sporen sind trilet (dreistrahlig) und von glatter oder gefurchter Oberfläche.

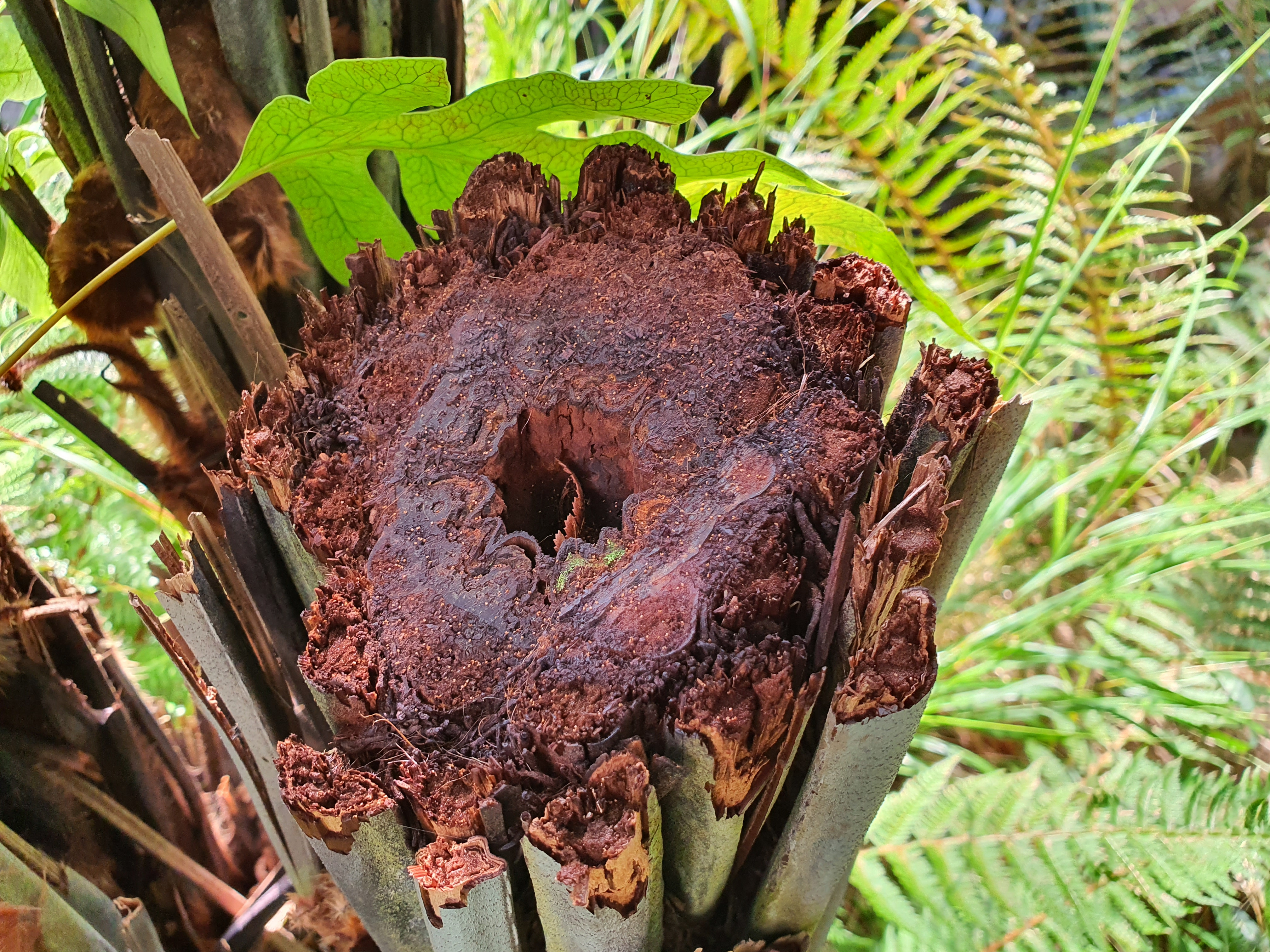
Halbierter Stamm einer älteren Pflanze
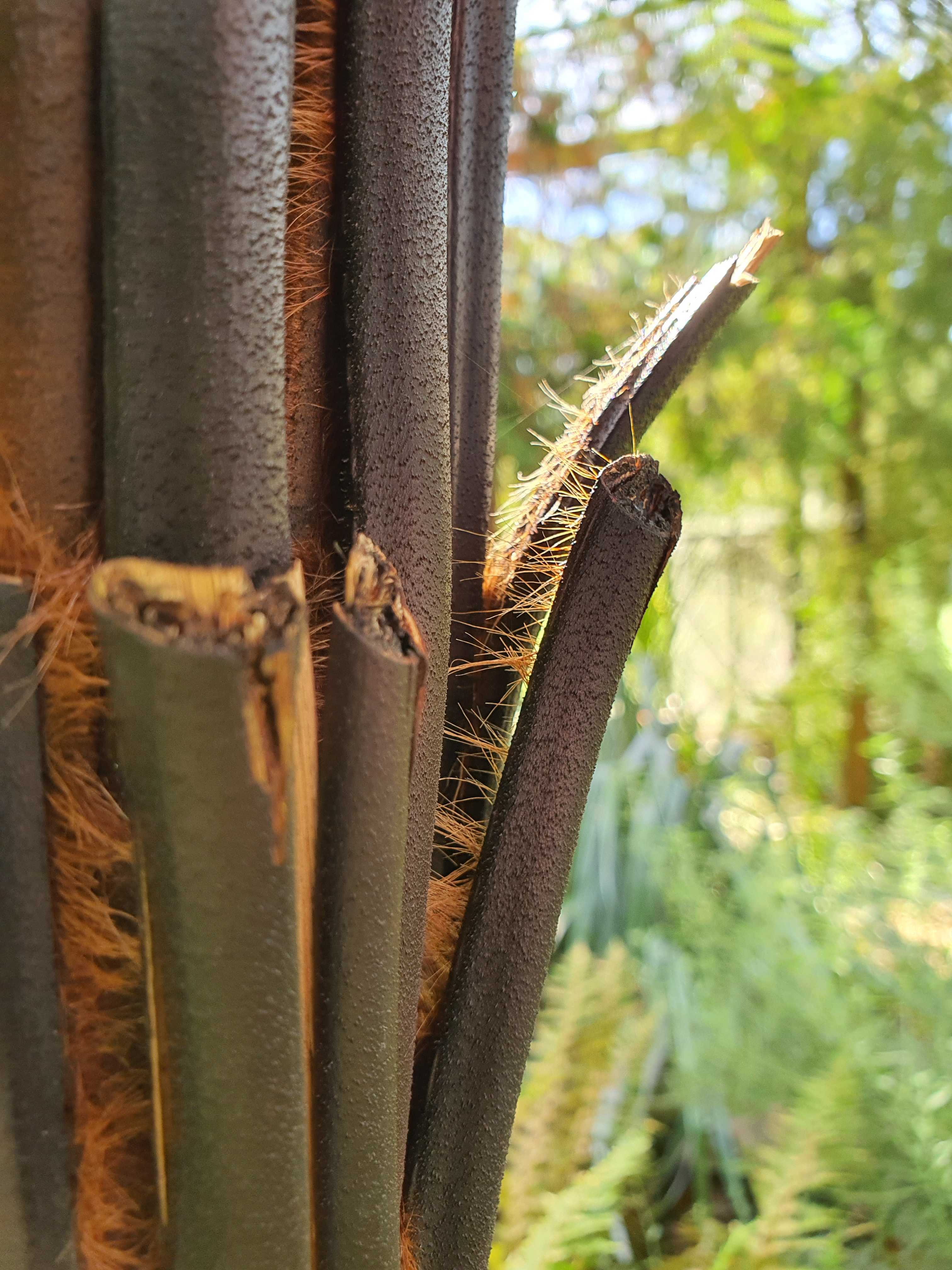
Detail des Stammes mit älteren Blattstielen und Behaarung
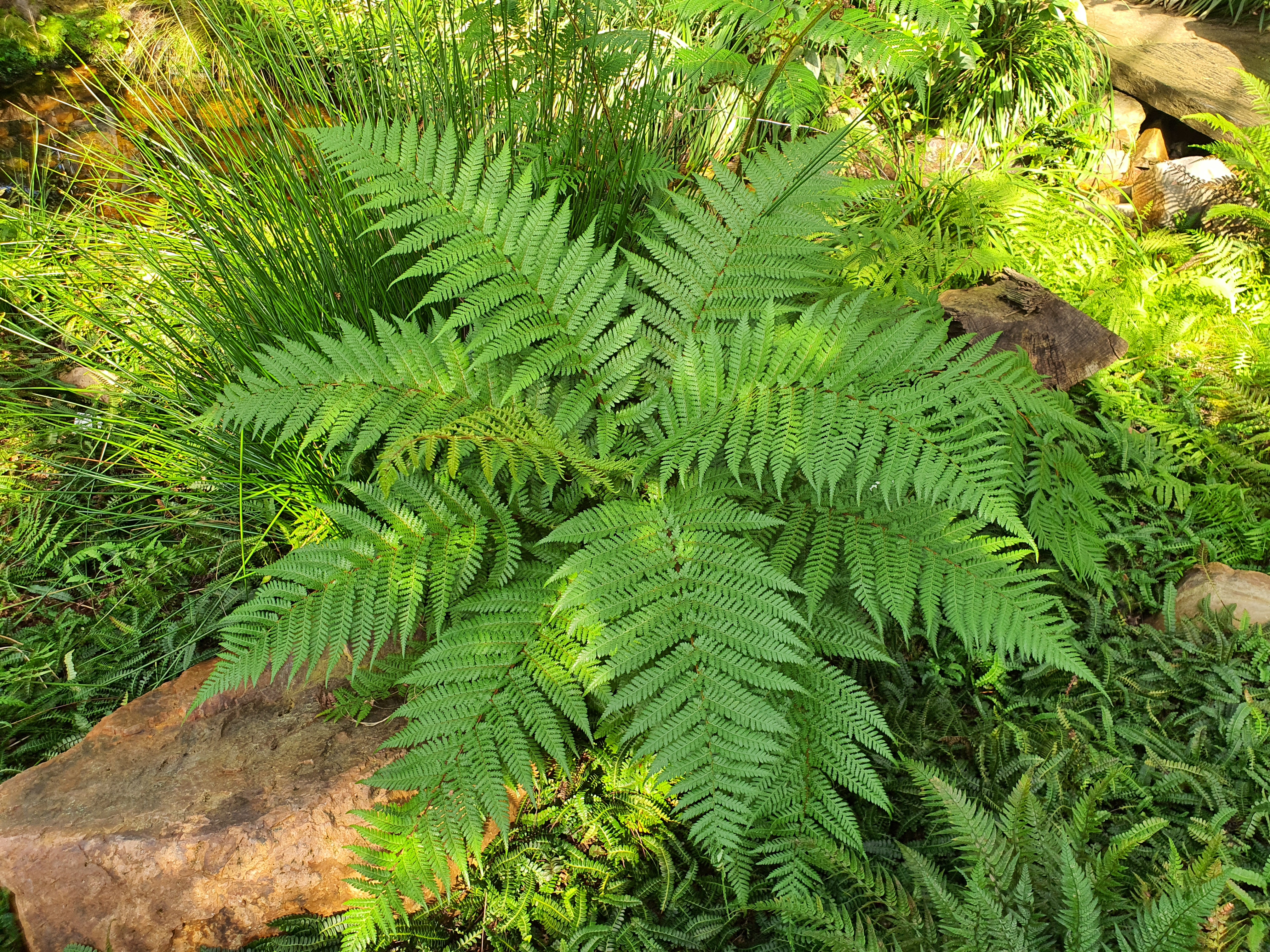
Junges Exemplar
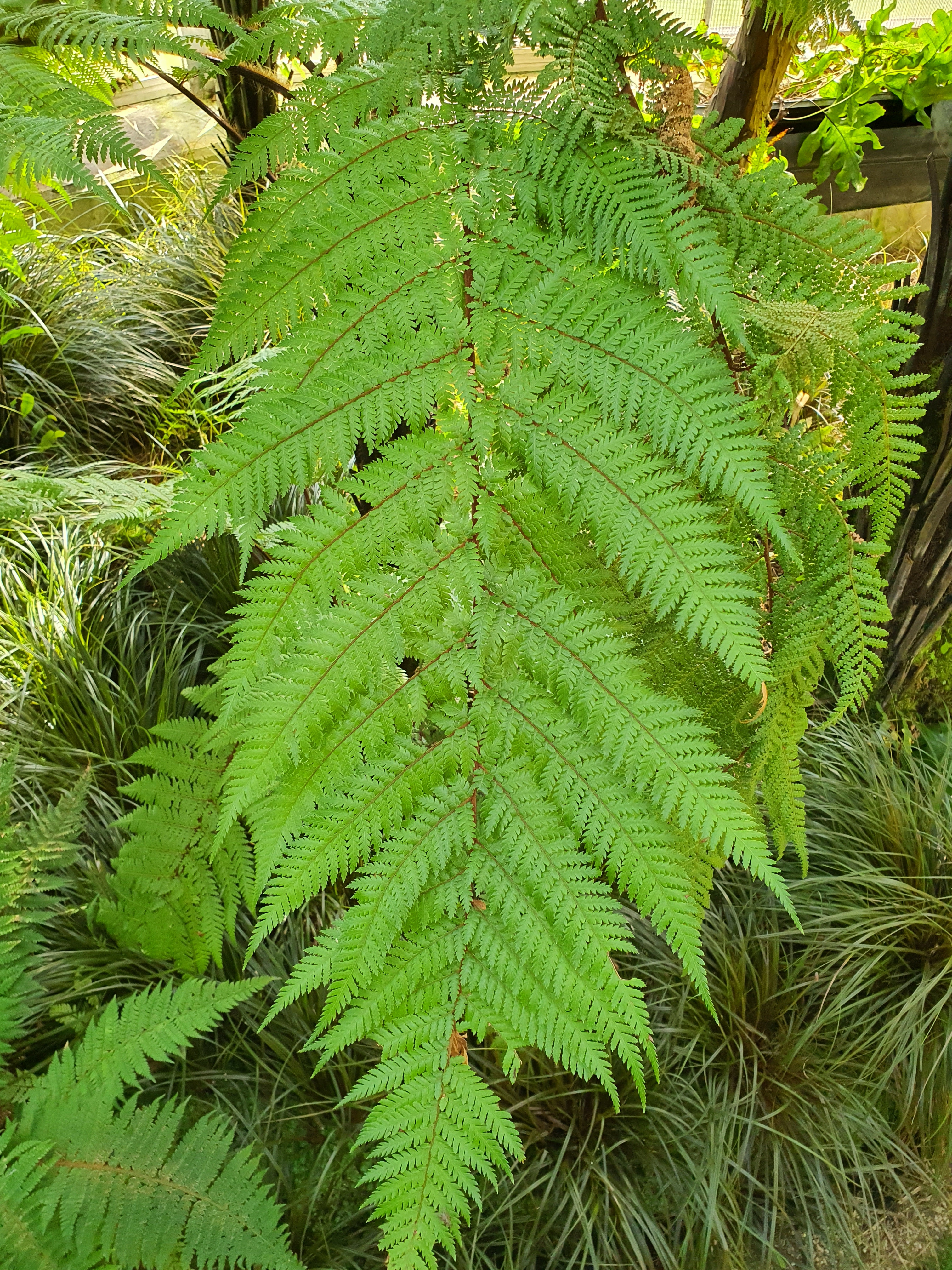
Voll ausgebildetes Blatt ohne Blattstiel
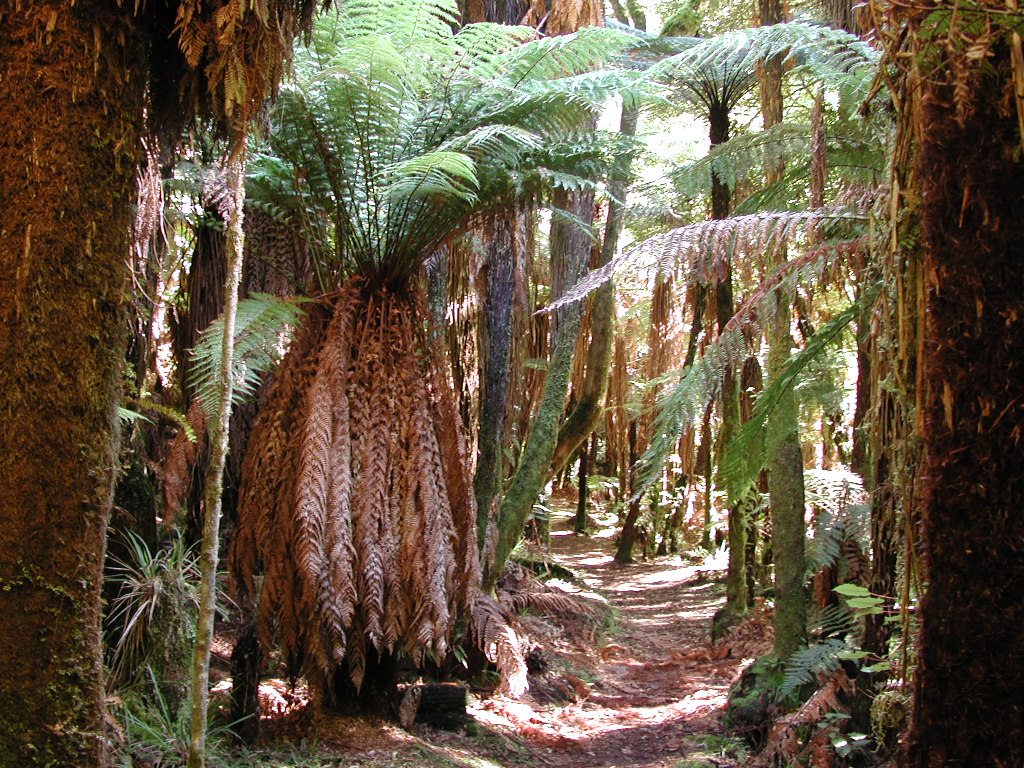
Dicksonia squarrosa als Baumfarn-Unterwuchs im Whirinaki Te Pua-a-Tāne Conservation Park

## Lebensraum und Nutzung als Zierpflanze
Der typische natürliche Lebensraum des Neuseeländischen Taschenfarns ist das lichtarme Unterholz dauerfeuchter neuseeländischer Tieflandwälder. Auch nach der Abholzung der die Pflanzen beschattenden Bäume sind diese oft noch vorhanden. Trotzdem ist er gemäß dem Washingtoner Artenschutzübereinkommen am natürlichen Standort vom Aussterben bedroht.
Als Zierpflanze wird der Neuseeländische Taschenfarn auch in den USA oder Europa als Kübelpflanze verwendet oder ausgepflanzt. Hier verträgt er bis zu - 5 °C und bevorzugt einen windgeschützten, leicht schattigen Standort. Die Royal Horticultural Society stuft die Dicksonia-Arten D. antarctica, D. fibrosa und D. squarrosa als bedingt winterhart ein und empfiehlt ein unbeheiztes Gewächshaus für die Überwinterung in europäischen Breiten.